# 미쓰이 리사코

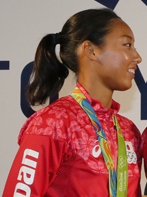

미쓰이 리사코(일본어: 三井梨紗子, 1993년 9월 23일 ~ )는 일본의 아티스틱스위밍 선수이다.

## 경력
2012년 하계 올림픽 여자 단체전에 출전했다.